# Hoburgs landskommun
Hoburgs landskommun var en kommun på södra delen av Gotland.

## Administrativ historik
Kommunen bildades som så kallad storkommun vid kommunreformen 1952 genom sammanläggning av kommunerna Fide, Hamra, Sundre, Vamlingbo och Öja. Den nya kommunen hade 1 865 invånare den 31 december 1951.
Den 1 januari 1967 överfördes från Hoburgs landskommun och Vamlingbo församling till Hemse landskommun och Alva församling ett obebott område omfattande en areal av 0,05 kvadratkilometer, varav allt land.
Den 1 januari 1971 bildades enhetskommunen Gotlands kommun, varvid denna kommun, liksom öns övriga och Gotlands läns landsting, upplöstes. När Hoburgs landskommun upplöstes hade den 1 285 invånare.

### Judiciell tillhörighet
I judiciellt hänseende tillhörde landskommunen Gotlands domsaga och Gotlands domsagas tingslag.

### Kyrklig tillhörighet
I kyrkligt hänseende tillhörde landskommunen 5 församlingar: Fide, Hamra, Sundre, Vamlingbo och Öja. Dessa församlingar gick ihop 2006 att bilda Hoburgs församling.

## Geografi
Hoburgs landskommun omfattade den 1 januari 1952 en areal av 148,14 km², varav 146,88 km² land.

### Tätorter i kommunen 1960
I Hoburgs landskommun fanns tätorten Burgsvik, som hade 378 invånare den 1 november 1960. Tätortsgraden i kommunen var då 22,8 procent.

## Näringsliv
Vid folkräkningen den 31 december 1950 var huvudnäringen för landskommunens (med 1952 års gränser) befolkning uppdelad på följande sätt:
- 59,2 procent av befolkningen levde av jordbruk med binäringar
- 21,0 procent av industri och hantverk
- 6,8 procent av samfärdsel
- 5,5 procent av handel
- 3,6 procent av offentliga tjänster m.m.
- 1,7 procent av husligt arbete
- 2,2 procent av ospecificerad verksamhet.

Av den förvärvsarbetande befolkningen (761 personer) jobbade bland annat 59,0 procent med jordbruk med binäringar. 7 av förvärvsarbetarna (0,9 procent) hade sin arbetsplats utanför landskommunen.

## Politik

### Andrakammarval 1952-1968
Siffrorna är avrundade så summan kan vara en annan än 100.
| Parti          | 1952 | 1956 | 1958 | 1960 | 1964 | 1968 |
| -------------- | ---- | ---- | ---- | ---- | ---- | ---- |
| H              | 13,9 | 13,4 | 15,6 | 16,6 | 14,5 | 16,3 |
| C              | 44,6 | 41,6 | 49,6 | 50,1 | *    | *    |
| F              | 20,5 | 23,5 | 16,6 | 12,5 | *    | *    |
| KDS            | *    | *    | *    | *    | *    | 0,4  |
| MP             | *    | *    | *    | *    | 63,4 | 60,1 |
| S              | 21,1 | 20,5 | 18,2 | 20,8 | 22,1 | 23,2 |
| VPK            | *    | 1,0  | *    | *    | *    | *    |
| Giltiga röster | 931  | 874  | 867  | 886  | 807  | 839  |

### Mandatfördelning i valen 1950-1966
| 7 | 23 |

| 29 |

| 7 | 13 | 5 | 5 |

| 29 |

| 6 | 15 | 4 | 5 |

| 25 | 5 |

| 9 | 13 | 3 | 5 |

| 26 |

| 6 | 16 | 3 | 5 |

| 25 | 5 |